# دانيال دوريه
دانيال دوريه هو لاعب هوكي جليد كندي، ولد في 9 أبريل 1970 في فيرم نوف في كندا.

## وصلات خارجية
- دانيال دوريه على موقع دوري الهوكي الوطني (الإنجليزية)
- دانيال دوريه على موقع قاعة مشاهير الهوكي (لاعب أن.إتش.أل) (الإنجليزية)
- دانيال دوريه على موقع EliteProspects.com (الإنجليزية)
- دانيال دوريه على موقع HockeyDB.com (الإنجليزية)
- دانيال دوريه على موقع Hockey-Reference.com (الإنجليزية)